# Oasi d'Haran
En el Gènesi (11:27,31) Haran o Aran és el lloc on van descansar Tèrah, Abram, Sarai i Lot de camí cap a Canaan des d'Ur dels caldeus. Segons una tradició jueva, el cabdill Nimrod va intentar matar Abram mentre estaven acampats cremant tot l'oasi, però no se'n va sortir. És on hi va morir Tèrah.